# Monsenhor Tabosa
Monsenhor Tabosa es un municipio brasileño del estado de Ceará.

## Toponimia
El nombre Monseñor Tabosa es un homenaje al sacerdote Antônio Tabosa Braga.

## Historia
Sus orígenes remontan al siglo XIX y tienen como precedente al gregario Teodoro de Melo y sus esclavos, conocidos estos por Pretos Teles. 
La primera manifestación de carácter político nació con la creación del Distrito de Paz, por la Ley n.º 2.011, del 6 de septiembre de 1882, vinculado a la jurisdicción de Tamboril. Con la supresión del Municipio de Tamboril, conforme Decreto nº193 del 20 de mayo de 1931, el ya denominado Distrito de Telha se transfiere a la jurisdicción de Santa Quitéria. Retornó a la jurisdicción del Municipio de Tamboril, con la restauración de este, conforme al Decreto n.º 1.156, del 4 de diciembre de 1933, con la denominación de Arraial da Telha.
Su elevación a la categoría de Villa sucedió el 31 de marzo de 1938, y a la categoría de Municipio en la forma de la Ley n.º 1.153, del 22 de noviembre de 1951, siendo instalado a 25 de marzo de 1955.

### Iglesia
Las primeras manifestaciones de apoyo eclesial provienen de la donación del respectivo patrimonio, constante de 100 brazas de tierras para la edificación de la primitiva capilla de la cual consta como patrono São Sebastião. Las obras finalizaron en 1868, gracias al trabajo realizado por el padre José Antônio de Carvalho y que sería también su primer vicario.

## Geografía

### Relieve
El principal accidente geográfico de Monseñor Tabosa es la Sierra de los Bosques, con un área de aproximadamente 195,4 km², que hace límite con el Municipio de Catunda. Cuenta con un complejo de montañas con altitudes próxima a los 1.200 metros. En el área del municipio se encuentra el punto más alto del Estado del Ceará, el Pico de la Sierra Blanca, con 1.156 metros, según el IBGE. Monseñor Tabosa está a 710 metros sobre el nivel del mar. En esta zona nacen los ríos Acaraú y Quixeramobim.

### Clima
Tropical caliente semiárido, con un promedio de lluvias media de 647 mm y lluvias concentradas de febrero a abril.

### Vegetación
Vegetación caducifolia espinosa (caatinga de árboles) en la mayor parte del municipio, especialmente en las porciones centro y sur del territorio y vegetación semicaduca tropical pluvial (bosque seco) en la porción norte del territorio, tanto en el área de la sede del municipio, como en la sierra de los Bosques.

### Recursos hídricos
Represa Monseñor Tabosa
Se trata de una represa localizada en la zona rural del municipio que represa el río Quixeramobim. La obra fue concluida en 1998 y su reservorio tiene una capacidad de 12.100.000 metros cúbicos de agua.